# Charles-Louis de Montluisant
Charles-Louis de Montluisant (né le 1er novembre 1717 à Hirson et mort le 14 mai 1780 à Nancy) est un architecte français du XVIIIe siècle.

## Biographie
Il a été nommé en 1763 inspecteur des bâtiments et usines du roi de France pour les royaumes de Lorraine et Barrois. Il avait proposé en 1768 de supprimer l'Arc de triomphe de la Place Stanislas, projet qui n'a pas abouti. Il a fait agrandir la Pépinière de Nancy, où son nom est inscrit près de la grande grille, et a été chargé de la conception de plusieurs bâtiments en Lorraine, en particulier à Commercy et à Saint-Mihiel. Il a eu quatre fils et deux filles.

## Réalisations
- Ancien hôtel de ville de Commercy, monument classé[4]
- Caserne Colson-Blaise de Saint-Mihiel[5]
- Palais de l’Université (l’actuelle bibliothèque municipale de Nancy) achevé en 1778

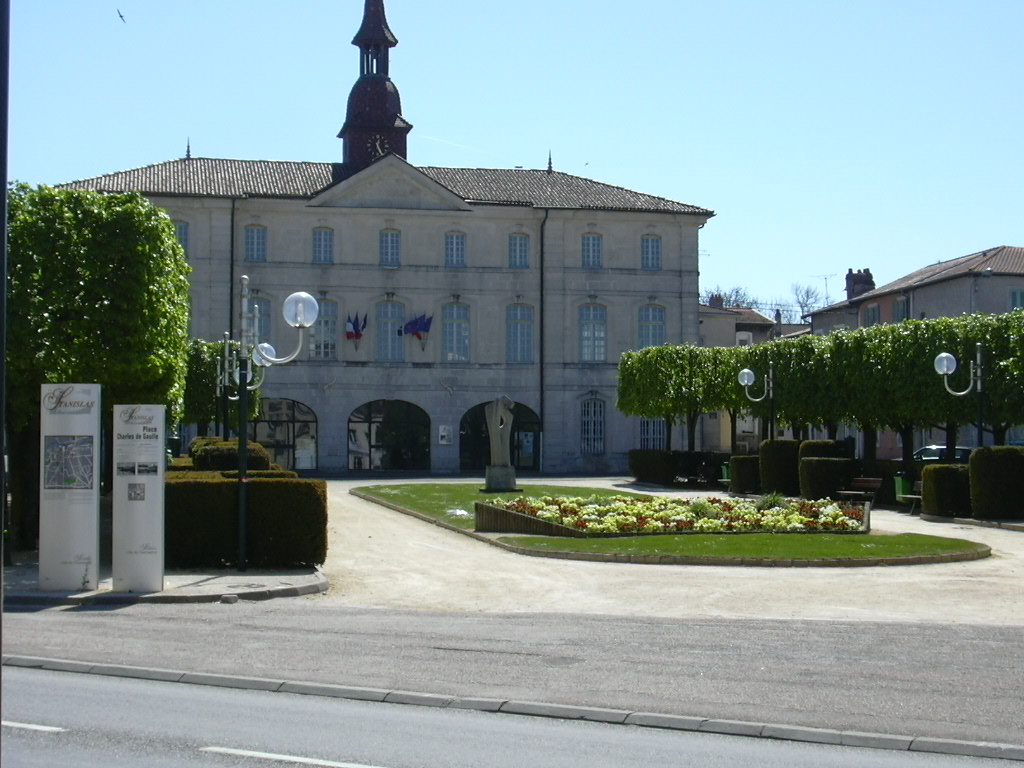
Ancien Hôtel de ville de Commercy
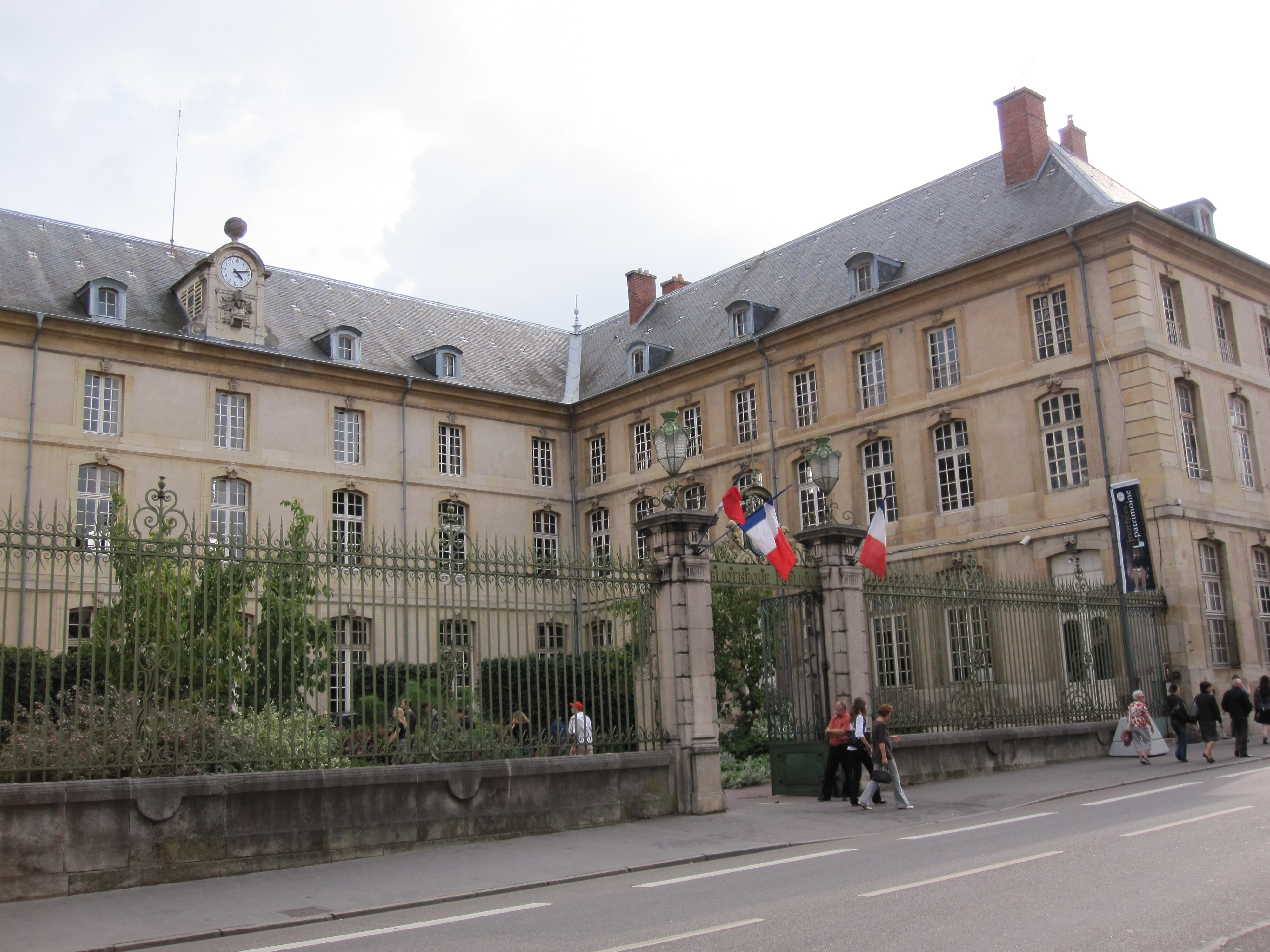
Bibliothèque municipale de Nancy